# Campeonato Mato-Grossense de Futebol de 2025 - Segunda Divisão
O Campeonato Mato-Grossense de Futebol - Segunda Divisão de 2025 é a 21ª edição deste torneio realizado anualmente pela Federação Mato-Grossense de Futebol. A competição conta com a participação de 10 clubes e teve seu início no dia 14 de junho e seu final previsto para 20 de julho.

## Regulamento
Na primeira fase, as 10 equipes serão divididas em dois grupos que disputarão entre si em turno único. Classificaram para a fase final as duas equipes que terminarem a fase nas primeiras colocações em cada grupo. Na fase final, as equipes se enfrentam em confrontos de ida e volta em esquema de mata-mata. Os finalistas garantem acesso à primeira divisão de 2026.

### Critérios de desempate
Em caso de empate em pontos, entre duas ou mais associações ao final da primeira fase, o desempate será efetuado observando-se os critérios abaixo, pela ordem:
1. maior número de vitórias;
2. maior saldo de gols;
3. maior número de gols pró;
4. confronto direto (apenas entre duas equipes);
5. menor número de cartões amarelos;
6. menor número de cartões vermelhos;
7. sorteio.

## Primeira fase

### Grupo A
| Pos | Equipe                 | Pts | J | V | E | D | GP | GC | SG  | Classificado |     | SOR | CHA | SCZ | CNV | AMT |
| --- | ---------------------- | --- | - | - | - | - | -- | -- | --- | ------------ | --- | --- | --- | --- | --- | --- |
| 1   | Sorriso                | 12  | 4 | 4 | 0 | 0 | 12 | 3  | +9  | Fase final   |     | —   | 2–0 | 2–1 |     |     |
| 2   | Chapada                | 7   | 4 | 2 | 1 | 1 | 10 | 5  | +5  | Fase final   |     |     | —   |     | 5–0 | 3–1 |
| 3   | Santa Cruz-MT          | 7   | 4 | 2 | 1 | 1 | 8  | 4  | +4  |              |     |     | 2–2 | —   |     | 3–0 |
| 4   | Campo Novo             | 3   | 4 | 1 | 0 | 3 | 5  | 12 | −7  |              | 0–4 |     | 0–2 | —   |     |     |
| 5   | Atlético Matogrossense | 0   | 4 | 0 | 0 | 4 | 4  | 15 | −11 |              | 2–4 |     |     | 1–5 | —   |     |

### Grupo B
| Pos | Equipe      | Pts | J | V | E | D | GP | GC | SG | Classificado |     | CAC | OFC | DBO | AÇA | UIA |
| --- | ----------- | --- | - | - | - | - | -- | -- | -- | ------------ | --- | --- | --- | --- | --- | --- |
| 1   | Cacerense   | 10  | 4 | 3 | 1 | 0 | 8  | 2  | +6 | Fase final   |     | —   | 1–1 |     |     | 3–0 |
| 2   | Operário FC | 7   | 4 | 2 | 1 | 1 | 8  | 8  | 0  | Fase final   |     |     | —   | 2–1 | 0–3 |     |
| 3   | Dom Bosco   | 6   | 4 | 2 | 0 | 2 | 7  | 5  | +2 |              |     | 1–2 |     | —   |     | 3–0 |
| 4   | Ação        | 3   | 4 | 1 | 0 | 3 | 7  | 8  | −1 |              | 0–2 |     | 1–2 | —   |     |     |
| 5   | Uirapuru    | 3   | 4 | 1 | 0 | 3 | 7  | 14 | −7 |              |     | 3–5 |     | 4–3 | —   |     |

## Fase final
Em itálico as equipes que possuem o mando de campo no jogo de ida; em negrito as equipes vencedoras.
|  | Semifinais        | Semifinais  | Semifinais | Semifinais |   |         | Final | Final | Final | Final |
|  |                   |             |            |            |   |         |       |       |       |       |
|  | Cacerense         | 0           | 0          | 0          |   |         |       |       |       |       |
|  | Chapada           | 4           | 2          | 6          |   |         |       |       |       |       |
|  | Chapada           | 4           | 2          | 6          |   | Chapada | 1     | 1     | 2     |       |
|  |                   |             |            |            |   | Chapada | 1     | 1     | 2     |       |
|  |                   | Operário FC | 1          | 0          | 1 |         |       |       |       |       |
|  | Sorriso           | Operário FC | 1          | 0          | 1 | 1       | 1     | 2 (2) |       |       |
|  | Sorriso           |             |            |            |   | 1       | 1     | 2 (2) |       |       |
|  | Operário FC (pen) | 2           | 0          | 2 (3)      |   |         |       |       |       |       |